# Міст Балінхе
Міст Балінхе або Міст через річку Балін (кит.: 坝陵河大桥) — міст, що перетинає долину річки Балін (притока річки Дабан, басейн річки Бейпаньцзян), розташований на території автономного повіту Гуаньлін міського округу Аньшунь; 20-й по довжині основного прольоту висячий міст у світі (9-й в Китаї). Є частиною національної швидкісної автодороги G20 Шанхай-Куньмін.

## Характеристика
23 грудня 2009 відкритий для руху в складі швидкісної автодороги, що зв'язує Шанхай з Куньміном, що на південному заході Китаю. Міст дозволив скоротити час у дорозі через долину між містами Куньмін і Гуйян з однієї години до 4 хвилин.
Довжина — 2 237 м. Є висячим мостом з основним прольотом довжиною 1 088 м. Висота західного пілона становить 204,5 м. Пілони мосту закріплені на схилах долини. Міст розташований за 375 м від поверхні долини, що робить його одним з найвищих мостів у світі.
У липні 2012 міст став місцем проведення Міжнародних змагань з бейсджампінгу.